# Enfrentamientos sirio-turcos de 2019
Los enfrentamientos sirio-turcos de 2019 fue una confrontación militar armada entre las fuerzas armadas sirias y el ejército turco durante una ofensiva lanzada por el gobierno sirio en abril de 2019 contra fuerzas rebeldes y que ha afectado a las Fuerzas Armadas de Turquía

## Antecedentes
Turquía es uno de los principales patrocinadores de la oposición siria, brindando apoyo político, de material y armamento a varios grupos rebeldes durante la Guerra Civil Siria. Además, las Fuerzas Armadas turcas y el Ejército sirio libre respaldado por Turquía (TFSA) han ocupado áreas del norte de Siria. Siria ve esto como una grave invasión de su soberanía nacional e integridad territorial. Debido a esto, las relaciones entre los dos países han sido increíblemente hostiles y tensas, a veces hirviendo en enfrentamientos armados. Las dos naciones cortaron las relaciones diplomáticas al comienzo de la guerra civil.
Turquía ha establecido y mantenido una red de puestos de observación dentro de la región de Idlib controlada por los rebeldes desde finales de 2017, que se ha expandido y aumentado gradualmente en número.
El Gobierno sirio ha preferido trabajar con grupos como las Fuerzas Democráticas Sirias (FDS), en un intento por limitar la influencia turca en Siria, con la oposición radical de Turquía. Las fuerzas progubernamentales lucharon del lado de las Fuerzas Democráticas Sirias durante la operación militar turca en Afrin, mientras que el ejército sirio luchó junto a las SDF contra Turquía y la TFSA durante los enfrentamientos de Tell Rifaat en 2019.
Durante el otoño de 2018, se llegó a un acuerdo de desmilitarización entre Turquía y los diversos grupos rebeldes, por un lado, y Rusia, Irán y Siria, por el otro. El acuerdo establecía objetivos elevados, que incluían la retirada total de grupos considerados "radicales" de la zona desmilitarizada, una retirada de armas pesadas rebeldes, la reapertura de las carreteras sirias y otras cláusulas. El acuerdo de desmilitarización fue mal implementado, con Siria y Rusia acusando a Turquía y los grupos rebeldes de no cumplir su parte del trato. A fines de abril de 2019, el ejército sirio lanzó una ofensiva a gran escala contra varios grupos rebeldes, luego de considerarlos una violación del acuerdo de desmilitarización. Turquía se opuso firmemente a la ofensiva, pero esta tuvo lugar independientemente. Turquía esperaba que sus puestos de observación disuadieran a las fuerzas gubernamentales de atacar, pero el ejército sirio avanzó, a menudo atacando y más tarde capturando territorios muy cerca de los puestos de observación turcos. Esta situación creó los requisitos previos necesarios para una confrontación entre las fuerzas armadas turcas y sirias.

## Hechos

### Incidentes iniciales de bombardeo
El 13 de junio de 2019, durante una ofensiva en curso del gobierno sirio contra los rebeldes en Idlib y Hama, el ejército turco informó que sus fuerzas de observación estacionadas en el área como parte del acuerdo de desmilitarización entre Rusia, Turquía e Irán fueron atacadas por el gobierno. 
El ministro de defensa turco declaró que en el ataque, el ejército sirio disparó 35 granadas de mortero y que 3 soldados turcos resultaron heridos como resultado. Posteriormente, el gobierno ruso afirmó que se había establecido un alto el fuego entre Turquía, Rusia, los rebeldes y el gobierno sirio, sin embargo, los rebeldes y el gobierno turco negaron que se hubiera implementado un alto el fuego.
Luego de los incidentes, el ministro de Relaciones Exteriores de Turquía, Mevlüt Çavuşoğlu, declaró que los ataques fueron intencionales, el gobierno turco también declaró que el ejército turco tomaría represalias por cualquier ataque a sus posiciones en Siria.
Después de la respuesta del gobierno turco y la confrontación con el ejército sirio, Rusia negó que el gobierno sirio estuviera involucrado en los ataques, culpando a los rebeldes sirios en lugar de llamarlos "terroristas", y acusó a los rebeldes de atacar posiciones turcas, el gobierno ruso También afirmó que el gobierno turco había pedido ayuda al ejército ruso para proteger a las fuerzas turcas en Idlib y que el gobierno turco había dado las coordenadas de las posiciones rebeldes al ejército ruso, lo que fue negado por Turquía.
El 14 de junio, luego de continuos enfrentamientos entre Turquía y Siria, el ejército turco desplegó refuerzos en sus posiciones en Idlib.
El 16 de junio, el gobierno turco afirmó que el ejército sirio había seguido atacando posiciones turcas, y Turquía tomó represalias disparando artillería contra las fuerzas del gobierno sirio.

### Aviones sirios atacan un convoy turco
El 19 de agosto, un convoy militar turco de 28 vehículos que se dirigía hacia Khan Shaykhun a través de la autopista M5 fue blanco de aviones de combate sirios varias veces. Los ataques aéreos resultaron en bajas entre las fuerzas rebeldes que acompañaban al convoy, matando a un comandante de Faylaq al-Sham. El convoy fue detenido como resultado de los ataques aéreos. El Ministerio de Defensa turco condenó el ataque aéreo, afirmando que lo veían como una violación del memorándum ruso-turco y que el convoy solo había estado transportando suministros a los puestos de observación turcos en Idlib. Siria rechazó la declaración turca, alegando que el convoy llevaba armas y municiones destinadas a varios grupos rebeldes que luchaban contra el gobierno. 

### El ejército sirio rodea el puesto de observación turco
El 23 de agosto, tras la captura de una bolsa rebelde en la región, el ejército sirio rodeó por completo el puesto de observación turco en Murak. El canciller turco, Mevlüt Çavuşoğlu, negó que el puesto de observación hubiera sido puesto en estado de sitio e insistió en que las Fuerzas Armadas turcas no se retirarían de él.

### Ataque aéreo en puesto de observación turco
El 28 de agosto, aviones de combate dispararon contra el puesto de observación turco en Shir Magar, justo al sur de la ciudad de Shahranaz, controlada por los rebeldes. No quedó claro si los aviones de combate que llevaron a cabo el ataque aéreo pertenecían a las fuerzas aéreas sirias o rusas.

### Nuevo bombardeo
El 30 de agosto, solo unas horas antes de que entrara en vigor un alto el fuego anunciado, las unidades del ejército sirio bombardearon un puesto de observación turco cerca de la ciudad de Anadan con artillería pesada. No se informaron víctimas de inmediato.